# NGC 4042
NGC 4042 is een compact sterrenstelsel in het sterrenbeeld Hoofdhaar. Het hemelobject werd op 18 maart 1865 ontdekt door de Duitse astronoom Albert Marth.